# František Doležal (voják)
František Doležal (1. června 1917 Horní Heřmanice – 26. září 1997 Praha) byl český voják.

## Biografie
František Doležal se narodil v roce 1917, jeho otcem byl zemědělec. Vystudoval gymnázium ve Velkém Meziříčí, roku 1936 vstoupil do československé armády, do letectva. V Prostějově absolvoval letecké učiliště a zkrácený výcvik na Vojenské akademii v Hranicích. Následně byl nasazen na 62. dálkozvědnou bojovou letku jako pozorovatel. Po roce 1939 znovu nastoupil na letecké učiliště v Prostějově a pokračoval ve výcviku. Ten však nedokončil, neboť začala okupace.
V červenci roku 1939 pak odešel do Polska a později do Francie, kde vstoupil do cizinecké legie. Začínal jako pilot francouzské cizinecké legie v hodnosti seržanta, v dubnu 1940 byl povýšen na poručíka. V roce 1940 po obsazení Francie německou armádou odešel do Velké Británie. V červenci téhož roku nastoupil do 311. československé bombardovací perutě RAF. Ve stejné jednotce působil i spolužák Františka Doležala Leoš Smrček, který zemřel roku 1941. V témže roce přešel Doležal do jednotky pro přelety bojových letounů přes Atlantský oceán. Na podzim roku 1942 pak opět přešel do československé perutě a byl přeškolen na letouny Liberator B-24.
Po konci druhé světové války převážel občany a materiál z Británie do Prahy a následně nastoupil na Ministerstvo národní obrany, na velitelství letectva. Po válce také nastoupil na Vysokou školu vojenskou v Praze a od roku 1951 vyučoval na Vojenské akademii v Brně. Mezi lety 1970 a 1978 pracoval opět na Ministerstvu národní obrany na velitelství letectva. Od roku 1972 nesl hodnost generálmajora. Od roku 1978 byl v důchodu.
Získal čtyři československé válečné kříže 1939, československou medaili Za chrabrost, medaili Za zásluhy I. stupně, medaili Za službu vlasti, medaili Za obranu vlasti, titul Zasloužilý vojenský letec a titul Zasloužilý pracovník československého letectva. Oženil se během druhé světové války ve Velké Británii, roku 1943 se manželům Františkovi a Molly narodila dcera Jarmila. Následně žili v Československu. Po odchodu do důchodu prováděl anglicky mluvící turisty po Praze a zajímal se o historii.
Měl bratra Jana, který během druhé světové války působil jako převaděč, byl zatčen a zemřel v koncentračním táboře.